# حفاظ على الثقافة
الحفاظ على الثقافة هو الإجراء المتعلق بالحفاظ على ثقافة مجموعة إثنية محددة للأشخاص، خصوصًا عندما يكون هناك سبب للاعتقاد بأن الثقافة قد يتم فقدها، من خلال الخمود. وهناك العديد من المنظمات الإفريقية-الأمريكية والأوربية والآسيوية التي لها برامج حفاظ على الثقافة يتم تطبيقها.